# Nana Akosua Hanson
Nana Akosua Hanson (* 24. Juni 1990 in Greater Accra, Ghana) ist eine ghanaische TV- und Radio-Moderatorin, Autorin und Feministin. Die Feministin ist Gründerin der Theater-Organisation „Drama Queens“ und setzt sich vor allem für die Rechte der Frauen in Ghana ein. 2016 war sie Teil des Mandela-Washington-Fellowship Stipendiums, welches der ehemalige Präsident Barack Obama gründete.

## Leben und Wirken

Greater Accra, Ghana

Nana Akosua Hanson wuchs in einem privilegierten Umfeld in Greater Accra auf und besuchte teure Schulen. Dies war vor allem durch das Vermögen der Eltern möglich. Während der Grundschulzeit fuhr sie in ein Pfadfindercamp. Dort hat sie sich das erste Mal in ein Mädchen verliebt. Heute würde sie sich als nicht-monogame, bisexuelle Frau definieren. Hanson und ihre Brüder wurden ihrem Empfinden nach, zu starken und eigenständigen Menschen erzogen. Dennoch berichtet sie selbst, dass ihr Vater nicht an den Feminismus glaube, obwohl er und Hansons Mutter sie zu der Feministin gemacht haben, die sie heute ist.
Hanson durfte 2016 am Mandela-Washington-Stipendiatin der „Young African Leaders“-Initiative von Präsident Barack Obama teilnehmen und machte ihren Master of Arts/Philosophie in African Studies, mit dem Fokus auf Geschlechterproblematik. Bereits während ihrem Studium arbeitete sie in der Medienbranche. Durch das betreten der Medienindustrie wurde sie erstmals bewusst aufmerksam auf die dort herrschenden Missstände. Hanson selbst sagt, „[…], dass die Medienindustrie in Accra sehr klein sei, alle sich kennen würden und es viele Raubtiere gibt.“ Sex als Gegenleistung für Beförderung sei nichts Anormales und auch sexuelle Belästigung gehört hier zum Alltag. In ihren Radio- und TV-Sendungen vermengt sie deshalb Popkultur mit Feminismus. Zu hören sind ihre Beiträge im ghanaischen Radiosender The Y Lounge, oder beim Fernsehsender Celebrity Fanzone (GH One). Außerdem ist sie Teil der populären Webserie An African City.

## Feministisches Schaffen
Die Themen Sex, Probleme in der Familie und in der Ehe gehören zu den kontroverseren Gesprächsthemen in Ghana und sind gesellschaftlich nicht etabliert. Aus dem Grund macht Nana Akosua Hanson es sich zum Ziel, Frauen eine Stimme zu geben und ihnen eine Möglichkeit zu offerieren sich offen auszutauschen. Sie zählt zu den wenigen ghanaischen Frauen, die sich als Feministin aus Afrika einen Namen in der restlichen Welt gemacht haben. Sie publiziert feministische Artikel in verschiedenen Magazinen und Blogs und gründete die non-profit Theater-Organisation „Drama Queens“. Hier werden die Geschichten von Frauen auf die Bühne gebracht, die aufzeigen sollen, dass keine Frau mit ihren Problemen allein ist. Hanson organisiert ebenfalls Abende, bei denen sich Frauen über intime und private Probleme und Fragen im Stillen austauschen können. Ende 2018 startete „Drama Queens“ eine Kooperation mit einer localen Quee University, um allen Menschen, egal welchem Spektrum der Sexualität sie sich dazugehörig fühlen, eine Chance zu geben, ihr Geschichten zu erzählen. „Drama Queens“ schafft so Hoffnung, dass sich das Verständnis von Vergewaltigung in Ghana zum besseren verändern kann.
Doch nicht nur das Interesse der erwachsenen Frauen liegt Hanson am Herzen, sondern auch das Interesse am Informieren der jüngeren Mitmenschen. Sie etablierte deshalb in einigen Schulen und Universitäten den Sexualkundeunterricht. Diese Kurse nennt sie „Lets Talk Consent“. Dabei geht es nicht nur um die Aufklärung der jungen Menschen, sondern auch um einen Kampf gegen die endemische Vergewaltigungskultur. Das Hashtag #LetsTalkConsent umfasst über eintausend Tweets auf Twitter von Frauen, die sich öffentlich trauen über die Vergewaltigungskultur und Zustimmung zu reden.
Nicht nur die geringe Förderung und Aufklärung der Frauen in Ghana kritisiert Hanson öffentlich, sondern auch, wie über sexuelle Übergriffe auf Frauen Bericht erstattet wird. Diese fallen meist negativ aus und sorgen dafür, dass Frauen davon abgeschreckt werden sich zu wehren. Dadurch festigt sich das herrschende klassische Rollenbild von Mann und Frau und das Verhältnis zur Sexualität immer mehr.
Das Nana Akosua Hanson sich öffentlich über die Missstände im Land beschwert, manifestiert sich in übler Nachrede und das auch im Job. Doch besonders nach ihrer erfolgreichen Teilnahme am Mandela Washington Stipendiums, plant sie ihre Arbeit im Bereich Gleichberechtigung der Geschlechter in Ghana fortzusetzen. Sie möchte drauf aufmerksam machen, dass Frauen immer noch wie Fleisch behandelt werden und Mädchen nach ihrem Körper beurteilt und von wesentlich älteren Männern zum Sex aufgefordert und gezwungen werden. Hanson baut auf die Medien und das Theater, um möglichst viele Menschen, auch weltweit, zu erreichen. Was sie sagt und macht, macht sie für alle Frauen in Ghana und Afrika.
Im April 2018 startete die Organisation LTC einen Ableger von #LetsTalkConsent. Dieses Projekt läuft unter dem Namen „Survivors Anonymous“ und will den Opfern von sexuellen Missbrauch Unterstützung bieten.
2020 veröffentlichte Hanson ihren ersten eigenen Comic mit dem Namen „Moongirls“. In diesem Werk sind die Protagonistinnen vier ghanaische „Sheroes“, die die Welt retten.

### #MeToo
Frauen in Ghana und in Afrika haben nicht genau die gleichen Probleme wie die Frauen der #MeToo-Bewegung. Denn das Hashtag berührte die vorherrschenden Probleme nur am Rande. Dennoch sieht Nana Akosua Hanson es als richtig und wichtig, dass Weinstein vor Gericht gekommen ist.

## Werke

### Artikel (Auswahl)
- Ebola and the Africa-hating Single Story
- A Girl’s hopes for Women’s Day
- Shashii, Ghanaian Twitter and Slut Shaming’
- Could We Be Protecting the Cosby Next Door?
- Love is a Two-letter Word: Me

### Comics
- The Moongirls

## Schauspiel

### Theater (Auswahl)
- The Seamstress of St. Francis Street
- Vagina Monologues
- A Raisin in the Sun

### Fernsehserien (Auswahl)
- An African City als Adomaa
- 40 and Single